# 主動語態
主動語態（英語：Active voice）是世界上許多語言中常見的語態。主動語態不具有標記性，在英語等許多印歐語言的主賓格語言中將及物動詞作爲主要敘述手法。當主動語態在一個句子中出現時，主語被用作表達主動詞的主事，即動詞指定的動作由主語完成。一個主事被標記爲語法主語的句子則被稱作主動句。相較之下，主語扮演了客體（theme）或受事角色的句子被稱作被動句，而其動詞也會通過被動語態表達。
許多語言同時具備主動和被動語態——這一性質能夠使句子結構更加靈活，而無論是語義的主事還是受事都能承擔主語的句法角色。